# Saison 2019 des Giants de New York
Chronologie
Précédent Suivant
La saison 2019 des Giants de New York est la 95e saison de la franchise au sein de la National Football League.
Il s'agit de la 10e saison jouée au MetLife Stadium à East Rutherford dans le New Jersey et la 2e sous la direction de l'entraîneur principal Pat Shurmur.
La saison 2019 est également celle de la relève au poste de quarterback, Daniel Jones ayant été acquis au premier tour de la draft pour ce faire tout en tentant d'améliorer le bilan 2018 de 5-11.
Eli Manning, qui avait été désigné titulaire au poste de quarterback pour le début de saison, est remplacé par Daniel Jones pour le troisième match, les deux premiers ayant été perdus. Jones reste titulaire le reste de la saison à l'exception des matchs de 14e et 15e semaines où il doit être remplacé par Manning à la suite d'une blessure encourue en 17e semaine contre les Eagles de Philadelphie.
La saison se révèle être une année de transition et d'adaptation pour Daniel Jones et la jeune équipe des Giants. Elle se conclut sur un bilan négatif de 4 victoires pour 12 défaites. La franchise termine 3e de la NFC East, 29e de la League et n'est pas qualifiée pour les séries éliminatoires.
Le 30 décembre 2019, au lendemain de la défaite 17 à 34 chez les Eagles de Philadelphie Eagles, l'entraîneur principal Pat Shurmur est remercié. Le 7 janvier 2020, la franchise engage Joe Judge (en) comme entraîneur principal en provenance des Patriots de la Nouvelle-Angleterre où il officiait comme entraîneur des wide receveurs et comme coordinateur des équipes spéciales. Avant de rejoindre les Giants, il avait également posé sa candidature pour le poste d'entraîneur principal de son alma mater, soit chez les Bulldogs de Mississippi State.

## Free Agency
|  | Giants ayant re-signé |

| Date    | Poste | Joueur            | Tag de FA | Équipe en 2018         | Notes                                    |
| ------- | ----- | ----------------- | --------- | ---------------------- | ---------------------------------------- |
| 12 mars | S     | Antoine Bethea    | UFA       | Cardinals de l'Arizona | Contrat de 2 ans                         |
| 14 mars | WR    | Golden Tate       | UFA       | Lions de Détroit       | Contrat de 4 ans pour 37,5 millions de $ |
| 14 mars | LB    | Markus Golden     | UFA       | Cardinals de l'Arizona | [ 6 ]                                    |
| 16 mars | DT    | Olsen Pierre (en) | UFA       | Cardinals de l'Arizona | [ 7 ]                                    |
| 5 mai   | DE    | Alex Jenkins      | UFA       |                        | [ 8 ]                                    |
| 8 mai   | RB    | Rod Smith         | UFA       | Cowboys de Dallas      | [ 9 ]                                    |
| 14 mai  | OT    | Mike Remmers      | UFA       | Vikings du Minnesota   | Contrat d'1 an                           |
| 4 juin  | LB    | Keion Adams (en)  | UFA       | Steelers de Pittsburgh | [ 11 ]                                   |

## Transferts sortants (Trade)
- Le 8 mars 2019, les Giants échangent defensive end Olivier Vernon et le 132e choix du 4e tour de la draft 2019 de la NFL contre le garde Kevin Zeitler et le 155e choix du 5e tour de la même draft aux Browns de Cleveland[12]
- Le 12 mars 2019, les Giants échangent wide receiver Odell Beckham Jr. contre safety Jabrill Peppers, le 17e choix du 1er tour et le 95e choix du 3e tour de la draft 2019 de la NFL aux Browns de Cleveland[13].

## Draft 2019
| Tour | Sélection | Joueur                  | Postes | Universités            | Remarques |
| ---- | --------- | ----------------------- | ------ | ---------------------- | --- |
| 1    | 6         | Daniel Jones            | QB     | Blue Devils de Duke    | |
| 1    | 17        | Dexter Lawrence         | DT     | Tigers de Clemson      | Pick reçu des Browns de Cleveland                                                                                   |
| 1    | 30        | Deandre Baker (en)      | CB     | Bulldogs de la Géorgie | Pick reçu des Saints de La Nouvelle-Orléans via Green Bay et via Seattle                                            |
| 2    | 37        | --                      | --     | --                     | Choix cédé aux Seahawks de Seattle contre le choix no 30                                                            |
| 3    | 95        | Oshane Ximines (en)     | LB     | Old Dominion           | Pick reçu des Browns via les Patriots de la Nouvelle-Angleterre                                                     |
| 4    | 108       | Julian Love             | CB     | Notre Dame             | |
| 4    | 132       | --                      | --     | --                     | Pick reçu des Saints de La Nouvelle-Orléans et cédé aux Seahawks de Seattle contre le choix no 30                   |
| 5    | 142       | --                      | --     | --                     | Pick reçu des Lions de Détroit via les 49ers de San Francisco et cédé aux Seahawks de Seattle contre le choix no 30 |
| 5    | 143       | Ryan Connelly (en)      | LB     | Wisconsin              | -- |
| 5    | 171       | Darius Slayton          | WR     | Auburn                 | Choix compensatoire                                                                                                 |
| 6    | 180       | Corey Ballentine (en)   | CB     | Ichabods de Washburn   | -- |
| 7    | 232       | George Asafo-Adjei (en) | OT     | Kentucky               | Pick reçu des Vikings du Minnesota                                                                                  |
| 7    | 245       | Chris Slayton (en)      | DT     | Syracuse               | Pick reçu des Rams de Los Angeles                                                                                   |

Note :
- Les Giants ont perdu leur choix de 3e tour après avoir choisi le cornerback Sam Beal (en) lors de la draft supplémentaire de 2018[15].
- Les Giants avaient transféré, en octobre 2018, Eli Apple aux Saints de La Nouvelle-Orléans en échange de leurs choix de 4e tour à la draft 2019 et de 7e tour à la draft 2020.
- Les Giants ont transféré Damon Harrison aux Lions de Détroit contre un choix conditionnel de 5e tour à la draft 2019. Le 5e choix en question est soit le propre choix de 5e tour de la draft 2019 des Lions soit le choix de 5e tour de la draft 2019 qu'ils auraient reçu des 49ers de San Francisco pour le transfert de Laken Tomlinson (si ce choix se réalise)
- Les Giants avaient échangé leurs choix de 4e tour (John Franklin-Myers) et de 6e tour (John Kelly) de la draft 2018 de la NFL aux Rams de Los Angeles contre le linebacker Alec Ogletree et un choix de 7e tour à la draft 2019.

## L'effectif 2019
Joueurs libérés en cours de saison :
| - Bennie Fowler III (WR, Michigan State) - Eric Tomlinson (TE, UTEP) - Brittan Golden (WR, West Texas A&M) - Brian Mihalik (T, Boston College) - Olsen Pierre (DE, Miami) - Nate Stupar (ILB, Penn State) | - Tae Davis (ILB, Chattanooga) - Janoris Jenkins (CB, North Alabama) - Kenny Ladler (FS, Vanderbilt) - Henre' Toliver (CB, Arkansas) - Rod Smith (RB, Ohio State) - Keion Adams (OLB, Western Michigan) | - Jonathan Anderson (ILB, TCU) - Chad Wheeler (OT, USC) - Victor Salako (G, Oklahoma State) - Alex Wesley (WR) - Kamrin Moore (S, Boston College) |

## Les résultats

### L'avant saison
Le programme d'avant saison des Giants a été dévoilé le 9 avril, les dates et heures exactes ont été fixées ultérieurement.
| Semaines                                         | Dates   | Heures | Adversaires                          | Résultats  | Résultats    | Lieux              | Résumés NFL.com/Statistiques |
| ------------------------------------------------ | ------- | ------ | ------------------------------------ | ---------- | ------------ | ------------------ | ---------------------------- |
| Semaines                                         | Dates   | Heures | Adversaires                          | Scores     | Statistiques | Lieux              | Résumés NFL.com/Statistiques |
| 1                                                | 8 août  | 19:07  | Jets de New York                     | G, 31 - 22 | 1 - 0        | MetLife Stadium    | Résumé vidéo / Statistiques  |
| 2                                                | 16 août | 19:30  | Bears de Chicago                     | G, 35 - 13 | 2 - 0        | MetLife Stadium    | Résumé vidéo / Statistiques  |
| 3                                                | 22 août | 19:00  | @ Bengals de Cincinnati              | G, 23- 25  | 3 - 0        | Paul Brown Stadium | Résumé vidéo / Statistiques  |
| 4                                                | 29 août | 19:30  | @ Patriots de la Nouvelle-Angleterre | G, 29 - 31 | 4 - 0        | Gillette Stadium   | Résumé vidéo / Statistiques  |
| Bilan de l'avant-saison : 4 victoires, 0 défaite |         |        |                                      |            |              |                    |                              |

### La saison régulière
Le tableau indique les adversaires des Giants pour la saison 2019. Les dates et heures exactes ont été annoncées au printemps 2019.
| Catégories                                            | À domicile                                                      | En déplacement                                                  |
| ----------------------------------------------------- | --------------------------------------------------------------- | --------------------------------------------------------------- |
| Opposants de division (NFC East)                      | Cowboys de Dallas Eagles de Philadelphie Redskins de Washington | Cowboys de Dallas Eagles de Philadelphie Redskins de Washington |
| Opposants de conférence (NFC North)                   | Packers de Green Bay Vikings du Minnesota                       | Bears de Chicago Lions de Détroit                               |
| Opposants de conférence (classés 3e de leur division) | Cardinals de l'Arizona                                          | Buccaneers de Tampa Bay                                         |
| Opposants d'inter-conférence (AFC North)              | Bills de Buffalo Dolphins de Miami                              | Patriots de la Nouvelle-Angleterre Jets de New York             |

| Dates                                                                         | Matchs                               | Résultats  | Bilan de Division | Bilan global | Résumés NFL.com/Statistiques |
| ----------------------------------------------------------------------------- | ------------------------------------ | ---------- | ----------------- | ------------ | ---------------------------- |
| 8 septembre                                                                   | @ Cowboys de Dallas                  | P, 35 - 17 | 0 - 1             | 0 - 1        | Vidéo / Stats.               |
| 15 septembre                                                                  | Bills de Buffalo                     | P, 14 - 28 | 0 - 1             | 0 - 2        | Vidéo / Stats.               |
| 22 septembre                                                                  | @ Buccaneers de Tampa Bay            | G, 31 - 32 | 0 - 1             | 1 - 2        | Vidéo / Stats.               |
| 29 septembre                                                                  | Washington Redskins                  | G, 24 - 03 | 1 - 1             | 2 - 2        | Vidéo / Stats.               |
| 6 octobre                                                                     | Vikings du Minnesota                 | P, 10 - 28 | 1 - 1             | 2 - 3        | Vidéo / Stats.               |
| 10 octobre                                                                    | @ Patriots de la Nouvelle-Angleterre | P, 14 - 28 | 1 - 1             | 2 - 4        | Vidéo, Stats.                |
| 20 octobre                                                                    | Cardinals de l'Arizona               | P, 21 - 27 | 1 - 1             | 2 - 5        | Vidéo, Stats.                |
| 27 octobre                                                                    | @ Lions de Détroit                   | P, 26 - 31 | 1 - 1             | 2 - 6        | Vidéo, Stats.                |
| 4 novembre                                                                    | Cowboys de Dallas                    | P, 18 - 37 | 1 - 2             | 2 - 7        | Vidéo, Stats.                |
| 10 novembre                                                                   | @ Jets de New York                   | P, 27 - 34 | 1 - 2             | 2 - 8        | Vidéo, Stats.                |
| Semaine de repos                                                              |                                      |            |                   |              |                              |
| 24 novembre                                                                   | @ Bears de Chicago                   | P, 14 - 19 | 1 - 2             | 2 - 9        | Vidéo, Stats.                |
| 1er décembre                                                                  | Packers de Green Bay                 | P, 13 - 31 | 1 - 2             | 2 - 10       | Vidéo, Stats.                |
| 9 décembre                                                                    | @ Eagles de Philadelphie             | P, 17ET23  | 1 - 3             | 2 - 11       | Vidéo, Stats.                |
| 15 décembre                                                                   | Dolphins de Miami                    | G, 36 - 20 | 1 - 3             | 3 - 11       | Vidéo, Stats.                |
| 22 décembre                                                                   | @ Washington Redskins                | G, 35ET41  | 2 - 3             | 4 - 11       | Vidéo, Stats.                |
| 29 décembre                                                                   | Eagles de Philadelphie               | P, 17 - 34 | 2 - 4             | 4 - 12       | Vidéo, Stats.                |
| Bilan de la saison : 4 victoires, 12 défaites, non qualifié pour les playoffs |                                      |            |                   |              |                              |

Notes
- Les adversaires en matchs de division sont indiqués en gras dans le tableau.

## Résumé des matchs
| Semaine 11 : Bye Week | Semaine 11 : Bye Week | Semaine 11 : Bye Week | Semaine 11 : Bye Week | Semaine 11 : Bye Week | Semaine 11 : Bye Week | Semaine 11 : Bye Week | Semaine 11 : Bye Week | Semaine 11 : Bye Week | Semaine 11 : Bye Week | Semaine 11 : Bye Week | Semaine 11 : Bye Week | Semaine 11 : Bye Week | Semaine 11 : Bye Week | Semaine 11 : Bye Week |
| --------------------- | --------------------- | --------------------- | --------------------- | --------------------- | --------------------- | --------------------- | --------------------- | --------------------- | --------------------- | --------------------- | --------------------- | --------------------- | --------------------- | --------------------- |

## Les Classements 2019

### Division
| Équipes             | G | P  | N | PF/PA     | TD      | Div. (G-P) | Conf. (G-P) | Home (G-P) | Away (G-P) | Playoffs                   |
| ------------------- | - | -- | - | --------- | ------- | ---------- | ----------- | ---------- | ---------- | -------------------------- |
| Philadelphia Eagles | 9 | 7  | 0 | 385 - 354 | 46 - 41 | 5 - 1      | 7 - 5       | 5- 3       | 4 - 4      | Oui, vainqueur de division |
| Dallas Cowboys      | 8 | 8  | 0 | 434 - 321 | 49 - 35 | 5 - 1      | 7 - 5       | 5 - 3      | 3 - 5      | Non                        |
| New York Giants     | 4 | 12 | 0 | 341 - 451 | 44 - 54 | 2 - 4      | 3 - 9       | 2 - 6      | 2 - 6      | Non                        |
| Washington Redskins | 3 | 13 | 0 | 266 - 435 | 28 - 52 | 0 - 6      | 2 - 10      | 1 - 7      | 2 - 6      | Non                        |

### Conférence NFC
| N°                                              | Équipe                        | Division | V  | D  | N | %      | DIV | CONF  | P.P. | P.C. | DIFF. |
| ----------------------------------------------- | ----------------------------- | -------- | -- | -- | - | ------ | --- | ----- | ---- | ---- | ----- |
| Vainqueurs de Division                          |                               |          |    |    |   |        |     |       |      |      |       |
| 1                                               | 49ers de San Francisco        | West     | 13 | 3  | 0 | 81,25% | 5–1 | 10–2  | 479  | 310  | 169   |
| 2                                               | Packers de Green Bay          | North    | 13 | 3  | 0 | 81,25% | 6–0 | 10–2  | 376  | 313  | 63    |
| 3                                               | Saints de La Nouvelle-Orléans | South    | 13 | 3  | 0 | 81,25% | 5–1 | 9–3   | 458  | 341  | 117   |
| 4                                               | Eagles de Philadelphie        | East     | 9  | 7  | 0 | 56,25% | 5–1 | 7–5   | 405  | 398  | 7     |
| Wild Cards                                      |                               |          |    |    |   |        |     |       |      |      |       |
| 5                                               | Seahawks de Seattle           | West     | 11 | 5  | 0 | 68,75% | 3–3 | 8–4   | 407  | 303  | 104   |
| 6                                               | Vikings du Minnesota          | North    | 10 | 6  | 0 | 62,5%  | 2–4 | 7–5   | 385  | 354  | 31    |
| Non qualifiés pour les playoffs                 |                               |          |    |    |   |        |     |       |      |      |       |
| 7                                               | Rams de Los Angeles           | West     | 9  | 7  | 0 | 56,25% | 3–3 | 7–5   | 394  | 364  | 30    |
| 8                                               | Bears de Chicago              | North    | 8  | 8  | 0 | 50%    | 4–2 | 7–5   | 280  | 298  | -18   |
| 9                                               | Cowboys de Dallas             | East     | 8  | 8  | 0 | 50%    | 5–1 | 7–5   | 434  | 321  | 113   |
| 10                                              | Falcons d'Atlanta             | South    | 7  | 9  | 0 | 43,75% | 4–2 | 6–6   | 381  | 399  | -18   |
| 11                                              | Buccaneers de Tampa Bay       | South    | 7  | 9  | 0 | 43,75% | 2–4 | 5–7   | 458  | 449  | 9     |
| 12                                              | Cardinals de l'Arizona        | West     | 5  | 10 | 1 | 34,40% | 1–5 | 3–8–1 | 361  | 442  | -81   |
| 13                                              | Panthers de la Caroline       | South    | 5  | 11 | 0 | 31,25% | 1–5 | 2–10  | 340  | 470  | -130  |
| 14                                              | Giants de New York            | East     | 4  | 12 | 0 | 25%    | 2–4 | 3–9   | 341  | 451  | -110  |
| 15                                              | Lions de Détroit              | North    | 3  | 12 | 1 | 21,85% | 0–6 | 2–9–1 | 341  | 423  | -82   |
| 16                                              | Redskins de Washington        | East     | 3  | 13 | 0 | 18,75% | 0–6 | 2–10  | 266  | 435  | -169  |
| Règles NFL en cas d'égalité et ses applications |                               |          |    |    |   |        |     |       |      |      |       |
| 1. 2. 3. 4. 5.                                  |                               |          |    |    |   |        |     |       |      |      |       |

## Liens Externes
- (en) Officiel des Giants de New York
- (en) Officiel de la NFL